# Xã Pleasant Valley, Quận Cowley, Kansas
Xã Pleasant Valley (tiếng Anh: Pleasant Valley Township) là một xã thuộc quận Cowley, tiểu bang Kansas, Hoa Kỳ. Năm 2010, dân số của xã này là 885 người.